# Liste von Dateinamenserweiterungen/C
In dieser Liste sind übliche Dateinamenserweiterungen aufgelistet, die in einigen Betriebssystemen zur Unterscheidung von Dateiformaten verwendet werden. In anderen Betriebssystemen erfolgt die Dateitypenidentifikation hauptsächlich über den Dateivorspann und bei E-Mail-Anhängen hat der MIME-Type eine größere Bedeutung als die Dateinamenserweiterung. Systeme, die nach den beiden letztgenannten Vorgehensweisen verfahren, ignorieren die Erweiterung meist vollständig.
| Dateinamenserweiterung | MIME-Typ | Vollständiger Name                                                                             | Bemerkungen, Verwendung |
| ---------------------- | --- | ---------------------------------------------------------------------------------------------- | --- |
| .c                     | text/plain, text/x-c | C Source Code File                                                                             | C Quellcodedatei |
| .c                     | | configuration                                                                                  | CheckPoint VPN Secure Remote Konfiguration |
| .cpp, .c++, .cxx       | text/plain, text/x-c | C++ Source Code File                                                                           | C++-Quelltextdatei |
| .C                     | text/plain, text/x-c | C++ Source Code File                                                                           | C++-Quelltextdatei (selten) |
| .c00                   | | Ventura Publisher Print Datei                                                                  | – |
| .C01                   | | Typhoon wave                                                                                   | – |
| .c2                    | | C-Controll II Modul                                                                            | C-Control-II-Quelltextdatei der Programmiersprache C2 |
| .c2d                   | | WinOnCD CD-Image                                                                               | – |
| .c2p                   | | C-Controll II Projekt                                                                          | C-Control-II-Projektdatei der Programmiersprache C2 |
| .c4b                   | | Clonk 4 Binärdatei                                                                             | Clonk |
| .c4d                   | | Cinema4D-Scenefile                                                                             | Cinema 4D |
| .c4d                   | | Clonk 4 Objektdefinition                                                                       | Clonk |
| .c4f                   | | Clonk 4 Rundenordner                                                                           | Clonk |
| .c4g                   | | Clonk 4 Systemdaten                                                                            | Clonk |
| .c4k                   | | Clonk 4 Registrierschlüssel                                                                    | Clonk |
| .c4m                   | | Clonk 4 Materialdefinition                                                                     | Clonk |
| .c4p                   | | Clonk 4 Spielerdatei                                                                           | Clonk |
| .c4s                   | | Clonk 4 Szenario                                                                               | Clonk |
| .c4u                   | | Clonk 4 Update                                                                                 | Clonk |
| .c4v                   | | Clonk 4 Video                                                                                  | Clonk |
| .c4x                   | | Clonk 4 Engine                                                                                 | Clonk |
| .C86                   | | C86 Quellcode                                                                                  | Computer Innovation |
| .ca                    | | Cache-Datei                                                                                    | Telnet Server Initial cache data |
| .cab                   | application/vnd.ms-cab-compressed application/x-cab-compressed                                                                       | Microsoft Cabinet Datei                                                                        | Komprimiertes Dateiarchiv |
| .cac                   | | Executable Datei                                                                               | dBase IV |
| .cad                   | | Softdesk Drafix Cad                                                                            | – |
| .cag                   | | Catalog Datei                                                                                  | Microsoft Clip Gallery v. 2.x, 3.x, 4.x |
| .cal                   | | Kalender-Datei                                                                                 | – |
| .Crash                 | | Absturzmeldung                                                                                 | Die Meisten 3D Editor wie z. B. Prism3D |
| .cal                   | | Cakewalk Application Language                                                                  | Makrodatei für Cakewalk (MIDI-Sequenzer) |
| .cal                   | | CALS                                                                                           | Komprimierte Bilddateien |
| .cal                   | | SuperCalc Spreadsheet                                                                          | SuperCalc 4/5 |
| .cam                   | | Casio camera Datei                                                                             | – |
| .can                   | | Canvas                                                                                         | Navigator Fax |
| .cap                   | | –                                                                                              | capella-Notensatz |
| .cap                   | | Capture Datei                                                                                  | Telix Session |
| .cap                   | | Caption                                                                                        | Ventura Publisher |
| .capx                  | | capella XML                                                                                    | capella-Projektdatei |
| .car                   | | AtHome assistant Datei                                                                         | – |
| .car                   | | Carrara Datei                                                                                  | 3D-Software von der Firma DAZ Productions |
| .carc                  | | Nintendo textur,graphic,platten,course File                                                    | Nintendo Editor Tool |
| .cas                   | | Comma-delimited ASCII-Datei                                                                    | – |
| .cat                   | application/vnd.ms-pki.seccat | Sicherheitskatalog                                                                             | Sammlung von kryptografischen Hashwerten zur digitalen Signatur von Gerätetreibern unter Microsoft Windows. |
| .cat                   | | Catalogue Datei                                                                                | dBase |
| .cat                   | | –                                                                                              | Casio Program-link FA-123 |
| .cat                   | | tree-ring width data file                                                                      | CATRAS: Computer Aided Tree Ring Analysis System |
| .cat                   | | categorization Datei                                                                           | Quicken IntelliCharge |
| .cat                   | | Stellarium Star Catalogue                                                                      | Stellarium |
| .CATpart               | | Part Datei                                                                                     | CAD/Catia V5 |
| .cb                    | | clean boot Datei                                                                               | Microsoft |
| .cbc                   | | CubiCalc Fuzzy Logic                                                                           | System Datei |
| .cbf                   | | Atari DOS Chebase Datei                                                                        | DOS |
| .cbf                   | | ChessBase File                                                                                 | Proprietäres Format zur Speicherung von Schachpartien (vom CBH-Format abgelöst) |
| .cbf                   | | CSDL Dokument                                                                                  | enthält eine Specification-and-Description-Language-Spezifikation |
| .cbh                   | | ChessBase File                                                                                 | Proprietäres Format zur Speicherung von Schachpartien (ab 1997, Version Chessbase 6.0) |
| .cbi                   | | Column binary                                                                                  | Verwendung in IBM Mainframe-Systemen |
| .cbk                   | | CryptoBackup File                                                                              | Verschlüsselte CryptoBackup-Datei (nur bei unverschlüsseltem Dateinamen) |
| .cbl                   | | Cobol                                                                                          | Cobol-Quellcode |
| .cbm                   | | Compiled Bitmap                                                                                | XLib |
| .cbr                   | | Comic book Rar-Archive                                                                         | Lässt sich z. B. mit dem Programm CDisplay öffnen |
| .cbt                   | | Computer based training                                                                        | – |
| .cbz                   | application/x-cbr | Comic Book Zip                                                                                 | Comic-Book-Format |
| .cc                    | | C++ Source Code File                                                                           | C++-Quelltextdatei |
| .cc                    | | custom class                                                                                   | Visual dBASE |
| .cc3                   | | CUEcards Datenbank                                                                             | Notizen-Verwaltung |
| .cca                   | | cc:mail archive                                                                                | – |
| .ccb                   | | Animated Button configuration                                                                  | Visual Basic |
| .ccc                   | | Curtain Call Native bitmap                                                                     | Bilddateien |
| .ccd                   | | CloneCD-Image-Control-Datei                                                                    | CD-Image-Konfigurationsdatei erstellt mit CloneCD |
| .cce                   | | Kalender                                                                                       | Calendar Creator Plus |
| .ccf                   | | –                                                                                              | Konfiguration des OS/2-Multimedia-Betrachters |
| .ccf                   | | Datenbank                                                                                      | MediaDex-Katalog |
| .ccf                   | | Communications Configuration                                                                   | Symphony |
| .ccf                   | | Concerto Container File                                                                        | Daten mit Layouts (AVL Concerto) |
| .ccf                   | | CryptLoad Container File                                                                       | Dateiliste des CryptLoad-Download-Manager (Rapidshare) |
| .cch                   | | Corel Chart                                                                                    | – |
| .ccl                   | | Communication Command Language                                                                 | Intalk |
| .ccm                   | | Lotus CC:Mail "box" Datei                                                                      | zum Beispiel: INBOX.CCM |
| .cco                   | | CyberChat-Datei                                                                                | – |
| .cco                   | | XBTX Graphics                                                                                  | – |
| .ccs                   | | Zitationsstildatei von Citavi                                                                  | Citavi |
| .cct                   | | Shockwave cast Datei                                                                           | Macromedia Director |
| .cct                   | | DesignWorks Datei                                                                              | DesignWorks Viewer |
| .cda                   | | CD Audio Track                                                                                 | – |
| .cdb                   | | CardScan Database                                                                              | CardScan |
| .cdb                   | | Clipboard Datei                                                                                | Zwischenablage |
| .cdb                   | | Conceptual model backup                                                                        | Sybase PowerDesigner |
| .cdb                   | | Critical Data Block Keyfile                                                                    | FreeOTFE |
| .cdb                   | | Main database                                                                                  | Turbo C Utilities |
| .cdb                   | | Pocket Access Database                                                                         | Kaisoft Access Manager for Pocket PC |
| .cdf                   | | Channel Definition Format                                                                      | Microsoft |
| .cdf                   | application/cdf, application/x-cdf                                                                                                   | Netcdf Graphic Datei                                                                           | Bilddateien |
| .cdfs                  | | Compact Disc filing system                                                                     | WindRiver CD-Dateisystem |
| .cdi                   | | Compact Disc Interactive                                                                       | Philips CDi-Standard |
| .cdi                   | | –                                                                                              | CD-Image erstellt mit DiscJuggler |
| .cdk                   | | Atari Calamus Document                                                                         | – |
| .cdm                   | | Conceptual data model                                                                          | Sybase PowerDesigner Data Architect |
| .cdm                   | | Custom data module                                                                             | Visual dBASE |
| .cdm                   | | Custom Device Module                                                                           | Gerätetreiber in der NetWare Peripheral Architecture (NWPA) von Novell NetWare |
| .cdm5                  | | Verbindungsdatei für Managementkonsole Citavi 5 for DBServer Manager                           | Citavi |
| .cdp                   | | Content Dispatcher Package                                                                     | Verpackter Content für die PC-Eisenbahnsimulation Trainz |
| .cdr                   | | CorelDRAW file                                                                                 | Datei des Vektorgrafik-Programms CorelDRAW |
| .cdr                   | | CD raw data                                                                                    | Enthält Rohdaten einer CD |
| .cds                   | | ClientDataSet                                                                                  | Enthält Datenbanktabellen von MyBase (Borland Delphi) |
| .cdt                   | | CorelDRAW template                                                                             | Vorlage |
| .cdx                   | | CorelDRAW compressed drawing                                                                   | Komprimiertes CDR |
| .cdx                   | | Compound Index                                                                                 | Microsoft Visual FoxPro |
| .cdy                   | application/vnd.cinderella | Cinderella Construction file                                                                   | Geometrieprogramm Cinderella |
| .ce                    | | Main CE Datei                                                                                  | The FarSide Computer Calendar |
| .ceg                   | | Tempra Show Bitmap graphic                                                                     | Bilddateien |
| .cel                   | | AutoDesk Animator Cel Image                                                                    | – |
| .cel                   | | CIMFast Event Language Datei                                                                   | – |
| .cel                   | | Celestia Script                                                                                | Celestia-Skriptdatei für Weltraumtouren |
| .celx                  | | Celestia Extended Script                                                                       | Celestia-Skriptdatei mit Lua-Syntax |
| .cer                   | application/pkix-cert, application/x-x509-ca-cert                                                                                    | Certificate Datei                                                                              | MIME x-x509-ca-cert |
| .cf                    | | Imake Configuration Datei                                                                      | – |
| .cfb                   | | Comptons Multimedia Datei                                                                      | – |
| .cfg                   | | Configuration File                                                                             | Konfigurationsdatei |
| .cfl                   | | CorelFLOW Chart                                                                                | – |
| .cfm                   | | ColdFusion template                                                                            | – |
| .cfm                   | | Corel FontMaster Datei                                                                         | – |
| .cfm                   | | Creative FM-Music                                                                              | – |
| .cfm                   | | Windows customer form                                                                          | Visual dBASE |
| .cfn                   | | Atari Calamus Font Datei                                                                       | – |
| .cfo                   | | C form object                                                                                  | Turbo C Utilities |
| .cfp                   | | Complete Fax Portable                                                                          | Faxdatei |
| .cga                   | | –                                                                                              | Ventura Publisher Bildschirmschriftart |
| .cgf                   | | Crytek Geometry File                                                                           | Speicherformat für 3D-Modelle der CryEngine |
| .cgi                   | | Common gateway interface script                                                                | – |
| .cgm                   | | Computer Graphics Metafile                                                                     | Vektorgrafiken |
| .ch                    | | Clipper 5 Header                                                                               | – |
| .ch                    | | OS/2 Konfigurationsdatei                                                                       | – |
| .ch3                   | | Chart                                                                                          | Harvard Graphics 3.0 |
| .ch4                   | | Charisma Presentation                                                                          | Charisma 4.0 |
| .chd                   | | Chameleon Font descriptor                                                                      | – |
| .chf                   | | remote control Datei                                                                           | pcAnywhere |
| .chi                   | | ChiWriter Document                                                                             | – |
| .chk                   | | Checkdisk                                                                                      | Enthält von den MS-DOS-/Windows-Programmen Checkdisk und Scandisk wiederhergestellte verlorene Daten-Ketten |
| .chk                   | | –                                                                                              | Temporäre Datei von WordPerfect für Windows |
| .chl                   | | Configuration History Log                                                                      | – |
| .chm                   | | Compiled HTML Help                                                                             | Hilfedatei im CHM-Format, verwendet unter Windows (ab Windows 98); komprimiertes HTML-Archiv |
| .chn                   | | Ethnograph Data Datei                                                                          | – |
| .chp                   | | Chapter Datei                                                                                  | Ventura Publisher |
| .chr                   | | Character Sets                                                                                 | Vektorschriftart für die BGI-Grafikbibliothek |
| .cht                   | | ChartMaster dBase Interface                                                                    | – |
| .cht                   | | ChartViewer Datei                                                                              | – |
| .cht                   | | Harvard Graphics Vector Datei                                                                  | – |
| .chw                   | | –                                                                                              | Content Datei zu .chm |
| .cif                   | | CalTech Intermediate Graphic                                                                   | – |
| .cif                   | | Creator Image Datei                                                                            | CD-Image erstellt mit Easy CD Creator |
| .cif                   | | caller Datei                                                                                   | pcAnywhere |
| .cif                   | | Crystallographic Information File                                                              | – |
| .cil                   | | Clip Gallery download packag                                                                   | – |
| .cil                   | | Cilea Einheitengruppe                                                                          | Einheitengruppe für Cilea |
| .cim                   | | Sim City 2000 Datei                                                                            | – |
| .cin                   | | –                                                                                              | Überwacht Modifikationen an INI-Dateien unter OS/2 |
| .circ                  | | circuit                                                                                        | Dateiart zum Darstellen von Schaltkreisen, z. B. mit Logisim |
| .cix                   | | Database Index                                                                                 | Turbo C Utilities |
| .ck1 ... .ck6          | | Commander Keen Daten                                                                           | iD/Apogee Commander Keen 1...6 |
| .ckb                   | | Keyboard mapping Datei                                                                         | Borland C++ |
| .cl                    | | Generic LISP                                                                                   | LISP-Quellcode |
| .cl3                   | | Layout Datei                                                                                   | Adaptec Easy CD Creator |
| .class                 | application/java, application/java-byte-code, application/x-java-class                                                               | Java .class-Datei                                                                              | Von der Java Virtual Machine ausführbarer Bytecode |
| .clc                   | | APROL ChronoLog Container                                                                      | Dateien werden vom Programm ChronoLogServer geschrieben. (LINUX) |
| .cld                   | | Druckvorlage für CD-Labelprint                                                                 | Canon-Drucker |
| .clg                   | | Disk Catalog Datenbank                                                                         | – |
| .cll                   | | Cricket Software Clicker Datei                                                                 | – |
| .clo                   | | Cloe Image                                                                                     | – |
| .clp                   | | Compiler Script                                                                                | Clipper 5 |
| .clp                   | | Clip art                                                                                       | Quattro Pro |
| .clp                   | application/x-msclip | Clipboard                                                                                      | Windows-Zwischenablage |
| .clr                   | | color screen image                                                                             | 1st Reader |
| .clr                   | | Color definition                                                                               | PhotStyler |
| .cls                   | | Klassenquelldatei                                                                              | C++-Klassenmodul-Definition |
| .cls                   | | Klassenquelldatei                                                                              | Visual-Basic Klassenmodul-Definition |
| .cls                   | | Klassendefinition                                                                              | LaTeX-Dokumentenklasse |
| .clt                   | | APROL ChronoLog Template                                                                       | Templates zur Formatierung von ChronoLog Containern verwendet (.clc). (LINUX) |
| .clw                   | | Class Wizard                                                                                   | Microsoft Visual C++ |
| .clw                   | | Quellcodedatei                                                                                 | Clarion for Windows Quellecode |
| .clz                   | | Tomb Raider 6 Archive                                                                          | Komprimiertes Archiv mit Audio (AWD) oder Leveldaten (GMX) |
| .cm                    | | Craftman Data                                                                                  | – |
| .cma                   | | –                                                                                              | APPLIX TM1: Datenbank im Klartextformat |
| .cmd                   | | External Command Menu                                                                          | 1st Reader |
| .cmd                   | | Command Datei                                                                                  | Batch-Scripts für Windows NT, OS/2, CP/M-86 und RSX11 |
| .cmd                   | | Programmdatei                                                                                  | dBase-II |
| .cme                   | | Diagrammdatei                                                                                  | SeeMe-Editor für die Modellierungsmethode SeeMe |
| .cmf                   | | Corel Metafile                                                                                 | – |
| .cmg                   | | Chessmaster saved game                                                                         | – |
| .cmk                   | | Card Shop Plus Datei                                                                           | – |
| .cmm                   | | CEnvi Batch-Datei                                                                              | – |
| .cml                   | | Chemical Markup Language Datei                                                                 | Chemical Markup Language, auf XML basierendes Dateiformat zur Darstellung von Molekülen |
| .cmod                  | | Celestia 3D Model                                                                              | Celestia-3D-Modelldatei (kann entweder als ASCII oder binär kodiert sein) |
| .cmp                   | | Postscript Printer Header                                                                      | CorelDRAW 4.0 |
| .cmp                   | | –                                                                                              | JPEG Bitmap |
| .cmp                   | | User dictionary                                                                                | Microsoft Word für DOS |
| .cmp                   | | Address Document                                                                               | Route 66 |
| .cmr                   | | MediaPlayer Movie                                                                              | – |
| .cms                   | | Celestia 3D Sphere Displacement Mesh File                                                      | Celestia-3D-Modelldatei, in der unregelmäßig geformte Körper (wie Asteroiden oder Kometen) definiert sind |
| .cmv                   | | Corel Move animation                                                                           | – |
| .cmx                   | image/x-cmx | Corel Presentation Exchange image                                                              | – |
| .cmyk                  | | cyan, magenta, yellow, and black                                                               | Rohdaten |
| .cnc                   | | CNC General Program data                                                                       | – |
| .cnf                   | | Configuration                                                                                  | Konfigurationsdatei |
| .cnq                   | | Compuworks Design Shop                                                                         | – |
| .cnt                   | | Contents                                                                                       | Index-Datei zu Hilfedateien unter Windows |
| .cntl                  | | z/OS JCL-Programmbibliothek                                                                    | PDS mit Batchfiles |
| .cnv                   | | Conversion files                                                                               | zu konvertierende Dateien (WsFTP) |
| .cnv                   | | conversion support Datei                                                                       | Word für Windows |
| .cnv                   | | Temporäre Datei                                                                                | WordPerfect für Windows |
| .cnv                   | | Canvas Drawing                                                                                 | Cancas Datei (Vektorformat) |
| .cob                   | | Cobol                                                                                          | Cobol-Quellcode |
| .cob                   | | trueSpace 2 object                                                                             | 3D-Objekte |
| .cod                   | | Template source Datei                                                                          | dBase Application Generator |
| .cod                   | | FORTRAN Compiled code                                                                          | – |
| .cod                   | | compiled code                                                                                  | Microsoft C Compiler-Ausgabe |
| .cod                   | | Video Text Datei                                                                               | – |
| .cof                   | | Container File                                                                                 | Container File für einen Download Manager |
| .col                   | | Color Palette                                                                                  | AutoDesk Animator |
| .col                   | | Multiplan Spreadsheet                                                                          | Microsoft Multiplan |
| .com                   | application/octet-stream, text/plain                                                                                                 | Command/Core Image                                                                             | Batch-Datei (Betr.Syst. von DEC) Ausführbares Programm (CP/M/DOS/Windows). Bei PC-DOS auch Binärdatei des Betriebssystems (vgl. .SYS). Die Formate von CP/M und DOS sind für Unterschiedliche Prozessoren, somit nicht Identisch. Wenn sich eine .COM und eine .EXE-Datei mit gleichem Namen im selben Verzeichnis befinden, wird standardmäßig die .COM-Datei ausgeführt. |
| .con                   | | Konfiguration                                                                                  | Simdir |
| .conf                  | text/plain | Configuration                                                                                  | Konfigurationsdatei unter Unix, meist Klartext (z. B. /etc/inetd.conf) |
| .config                | text/plain | Configuration                                                                                  | Konfigurationsdatei unter .Net-Framework/.NET oder Konfigurationsdatei unter Unix, meist Klartext |
| .contact               | | Windows Live Contact                                                                           | Windows Live Contact-Format, z. B. für Windows Kontakte |
| .contrib               | | -                                                                                              | Rest nach dem Mergen in ClearCase |
| .coo                   | | Components File                                                                                | Fabasoft Components |
| .cp4                   | | Cplan                                                                                          | Gleisplan für CPlan Gleisplanspiel |
| .cp8                   | | CP8 256 Gray Scale image                                                                       | Bilddateien |
| .cpc                   | | Cartesian Perceptual Compression                                                               | Bilddateien (für CPC Viewer) |
| .cpd                   | | Complaints Desk Script                                                                         | – |
| .cpd                   | | Corel PrintOffice Datei                                                                        | Zeichnung |
| .cpd .cpe              | | –                                                                                              | Fax-Deckblatt |
| .cpf                   | | Complete Fax                                                                                   | Fax-Datei |
| .cph                   | | Corel Print House                                                                              | Bilddateien |
| .cpi                   | | AVCHD Clip Information: Informationen über das Video                                           | AVCHD-Videos, SONY-Videoformat |
| .cpi                   | | ColorLab Processed Image                                                                       | Bilddateien |
| .cpi                   | | code page information                                                                          | Codepage-Spezifikation für MS-DOS und FreeDOS |
| .cpio                  | application/x-cpio | Cpio-Archiv                                                                                    | Archivformat des Unix-Kommandos cpio |
| .cpj                   | | CD Project                                                                                     | CeQuadrant |
| .cpj                   | | Track-Abbild                                                                                   | WinOnCD |
| .cpj                   | | CADdy electrical Projekt                                                                       | CADdy (Software) |
| .cpl                   | | Compel Presentation                                                                            | – |
| .CPL                   | | Corel color palette                                                                            | – |
| .cpl                   | | Control Panel Library                                                                          | Windows-Systemsteuerungsapplet |
| .cpo                   | | Corel Print Office                                                                             | Bilddateien |
| .cpp                   | text/x-c | C Plus Plus (C++)                                                                              | C++-Quelltextdatei |
| .cpp                   | | Cricket Presents presentation                                                                  | CA-Cricket |
| .cpr                   | | Corel Presents presentation                                                                    | – |
| .cpr                   | | Cubase Project                                                                                 | Projektdatei des Sequenzers Cubase |
| .cps                   | | PC Tools Backup                                                                                | Central Point |
| .cps                   | | Coloured postscript                                                                            | farbiges Postscript |
| .cpt                   | application/x-cpt | Cricket Presents Template                                                                      | CA-Cricket |
| .cpt                   | | Corel Photo-Paint image                                                                        | Bilddateien |
| .cpt                   | | Encrypted Memo                                                                                 | dBase |
| .cpt                   | | –                                                                                              | Komprimiertes Dateiarchiv (Macintosh) |
| .cpx                   | | Corel Presentation Exchange                                                                    | Komprimierte Zeichnung |
| .cpy                   | | Copy Books                                                                                     | – |
| .cpz                   | | COMPOZ Music Text                                                                              | – |
| .cr2                   | | Canon RAW-Format                                                                               | Bilddatei im Rohdatenformat |
| .crc                   | | Cyclic Redundancy Check                                                                        | Datei zur Überprüfung der Datenkonsistenz |
| .crc                   | | Circular reference Datei                                                                       | Pro/Engineer |
| .crd                   | application/x-mscardfile | Cardfile                                                                                       | Microsoft Windows 3.x |
| .crf                   | | cross-reference                                                                                | Zortech C++ |
| .crf                   | | PkZip gepacktes Archiv                                                                         | benutzen viele Spiele |
| .crh                   | | Image Datei                                                                                    | Microsoft Golf |
| .crl                   | application/pkcs-crl, application/pkix-crl                                                                                           | Certificate Revocation List                                                                    | Datei, die die Seriennummern von gesperrten Zertifikaten in PKI-Umgebungen enthält |
| .crp                   | | Corel run-time presentation                                                                    | – |
| .crp                   | | Encrypted database                                                                             | dBase IV |
| .crp                   | | custom report                                                                                  | Visual dBASE |
| .crs                   | | Conversion resource                                                                            | WordPerfect 5.1 für Windows |
| .crs                   | | –                                                                                              | AICC Kursbeschreibung |
| .crt                   | application/pkix-cert | Certificate                                                                                    | Zertifikatsdatei |
| .crt                   | | Crontab Datei                                                                                  | – |
| .crt                   | | Terminal settings information                                                                  | Oracle |
| .crt                   | application/x-x509-ca-cert, application/x-x509-user-cert                                                                             | CaRTridge Image                                                                                | Commodore 64 emulator (ROMinhalt eines Steckmodules für den Expansionsport) |
| .cru                   | | CRUSH                                                                                          | Komprimiertes Dateiarchiv |
| .crv                   | | Unbekannt                                                                                      | Kurvendatei, geschlossene Freihandlinie (Curve CAD WorkNC) |
| .crw                   | | Canon Raw Image                                                                                | zur Speicherung von Fotos in Canon-Digitalkameras |
| .crx                   | application/x-chrome-extension | Chrome Extension                                                                               | Browsererweiterung für Google Chrome, entspricht im Format weitgehend dem Standard Browser Extensions |
| .cry                   | | Crysis Map                                                                                     | Crysis-Maps werden in diesem vom Crysis-Editor lesbaren Format gespeichert |
| .cs                    | | C-Sharp                                                                                        | C-Sharp (C#) Quellcodedatei |
| .csa                   | | Comma deliminated text                                                                         | – |
| .csb                   | | Cosmo3D scenegraph binary                                                                      | OpenGL Optimizer/Cosmo3D Szenengraph-Datei, Binärformat |
| .csb                   | | Corel script binary                                                                            | – |
| .csb                   | | Crashsoft BASIC                                                                                | – |
| .csc                   | | Corel script                                                                                   | – |
| .csg                   | | Statistica/w Graph Datei                                                                       | – |
| .csh                   | application/x-csh, text/x-script.csh                                                                                                 | C shell script files                                                                           | Hamilton Labs |
| .csi                   | | Copystar(image)                                                                                | SH-CopyStar, Diskettenkopierprogramm |
| .csl                   | | –                                                                                              | America Online CSL-Format |
| .csm                   | | Precompiled header                                                                             | Borland C++ 4.5 |
| .csm                   | | Script Datei                                                                                   | Kodak Dc265 Camera |
| .csm                   | | Catography Shop Map                                                                            | 3D-Map von TheGameCreators |
| .cso                   | | Customer service data + outcome                                                                | Komprimiertes .iso eines PlayStation Portable Spiel |
| .csp                   | | PC Emcee On-Screen image                                                                       | – |
| .css                   | | Statistica/w Datasheet                                                                         | – |
| .css                   | | Stats+ Datafile                                                                                | – |
| .css                   | text/css | Cascading Style Sheet                                                                          | Cascading Style Sheets (CSS) – in einer HTML-Ergänzungssprache verfasste ASCII-Textdateien zur exakten Formatierung von HTML-Elementen |
| .cst                   | | Cast                                                                                           | Macromedia Director |
| .cst                   | | -                                                                                              | AICC-Kursstruktur |
| .csv                   | text/comma-separated-values text/csv application/csv application/excel application/vnd.ms-excel application/vnd.msexcel text/anytext | Comma separated values                                                                         | Textdatei, Tabelle |
| .csv                   | | Adjusted EGA/VGA Palette                                                                       | CompuShow |
| .ct                    | | Cheat Engine Table                                                                             | |
| .ct                    | | –                                                                                              | PaintShop Pro |
| .ct                    | | Scitex CT bitmap                                                                               | – |
| .ctb                   | | color-dependent plot style table                                                               | AutoCAD-Farbabhängige Plotstiltabellendatei, enthält genau 256 Plotstile, die einer jeden Farbe in der Zeichnung zugeordnet sind (siehe auch .stb) |
| .ctc                   | | PC Installer Control                                                                           | – |
| .cte                   | | Classification Tree Editor                                                                     | Classification Tree Editor Datei, enthält Testrahmen und Testfälle |
| .ctf                   | | code translation/ Custom PSP Theme                                                             | Symphony Character code/ Sony PSP |
| .ctg                   | | Canon Power Shot Info File                                                                     | ctg = catalog / Darin speichern Canon-Digitalkameras Zusatzinformationen zu den Bildern. |
| .ctl                   | | Control                                                                                        | dBase IV |
| .ctl                   | | control file                                                                                   | Kontrolldatei |
| .ctv                   | | Projektdatei von Citavi 2                                                                      | Citavi |
| .ctv3                  | | Projektdatei (Datenbank-Containerdatei) von Citavi 3                                           | Citavi |
| .ctv4                  | | Projektdatei (Datenbank-Containerdatei) von Citavi 4                                           | Citavi |
| .ctv5                  | | Projektdatei (Datenbank-Containerdatei) von Citavi 5 for Windows                               | Citavi |
| .ctv5bak               | | Selbstentpackendes Backup der Projektdatei (Datenbank-Containerdatei) von Citavi 5 for Windows | Citavi |
| .ctvdbs5               | | Verbindungsdatei für Datenbank in Citavi for DBServer                                          | Citavi |
| .ctx                   | | Course Text                                                                                    | Microsoft Online Course |
| .ctx                   | | Ciphertext                                                                                     | PGP |
| .ctx                   | | User control binary                                                                            | Visual Basic |
| .ctx                   | | Celestia virtual Texture                                                                       | Celestia-Datei, die Daten für hochauflösende Texturen enthält |
| .cub                   | | Cube Datei                                                                                     | APPLIX TM1 |
| .cue                   | | CUEcards Datenbank                                                                             | Notizen-Verwaltung |
| .cue                   | | Cue-sheet                                                                                      | Audio-CD-Metadaten (Track-Enden etc.) |
| .cui                   | application/octet-stream | Customize User Interface                                                                       | AutoCAD Konfigurationsdatei für die Benutzeroberfläche |
| .cul                   | | Cursor library                                                                                 | IconForge |
| .cup                   | | Datenbankdatei                                                                                 | SeeYou (Segelflug - Programm) |
| .cur                   | | Cursor-Datei                                                                                   | Mauszeiger (Statisch) |
| .cursor                | | Cursor                                                                                         | Sun Microsystems |
| .cut                   | | Dr Halo Bitmap                                                                                 | – |
| .cutlist               | | Cut Assistant (früher Asfbin Assistant)                                                        | Schnittliste für Videoschnitt |
| .cv                    | | Corel Versions archive                                                                         | – |
| .cv                    | | information screen                                                                             | Microsoft CodeView |
| .cv5                   | | Canvas Drawing                                                                                 | Canvas 5.0 (Vektor- und Bitmap; auch für Canvas 7.0) |
| .cvi                   | | Canvas Drawing                                                                                 | Bilddokument |
| .cvg                   | | Image                                                                                          | Bilddateien |
| .cvs                   | | Canvas Drawing                                                                                 | Canvas 3.5, artWORKS (Vektor- und Bitmap) |
| .cw                    | | I don’t know                                                                                   | Quake3, font file (included in *.pk3) |
| .cwb                   | | Cakewalk Bundle                                                                                | – |
| .cwk                   | | Claris Works data                                                                              | – |
| .cwp                   | | Cakewalk Project                                                                               | – |
| .cws                   | | Claris Works template                                                                          | – |
| .cxt                   | | protected Cast                                                                                 | Macromedia Director |
| .cxx                   | text/plain | C++                                                                                            | C++-Quelltextdatei |
| .cys                   | | CSWgermany CYberSecure-CryptContainer                                                          | Verschlüsseltes Archiv |
| .cz                    | |                                                                                                | StarMoney CAMT-Datei (Windows) |
| .czip                  | | Encrypted ZIP                                                                                  | Verschlüsseltes Archiv |